# Автономност на кораба
Автономност на кораба (съкр. автономност) е елемент на тактико-техническите данни, характеризиращ времето (в денонощия), в течение на което кораба е способен да се намира в морето, изпълнявайки определените му задачи, без попълване на запасите от питейна и техническа вода, провизии и разходни материали, които не се отнасят към движението му, а също и без смяна на личния състав.
Автономността на кораба се задава при проектирането, като при това се отчитат задачите, възлагани на кораба и районите на плаванията му. Автономността се обезпечава с надеждността на техническите средства, създаване за екипажа на необходимите условия за обитаемост и поместването на кораба на необходимите за функционирането му материални запаси.
За разлика от далечината на плаване, която може да е практически неограничена (при атомните кораби), автономността винаги има предел. В типичния случай – това е автономност според запасите от провизии и прясна вода за екипажа. При атомните самолетоносачи на САЩ това може да бъде автономност по запасите от гориво и боеприпаси за авиогрупата (в стандартния разчет – при два бойни полета на ден за машина).